# Grand Prix Jean-Pierre Monseré 2024
La 13e édition de Grand Prix Jean-Pierre Monseré a lieu le dimanche 3 mars 2024. Elle fait partie du calendrier UCI Europe Tour 2024 en catégorie 1.1.

## Équipes
| WorldTeams (5)- Alpecin-Deceuninck - Arkéa-B&B Hotels - Cofidis - Intermarché-Wanty - Team dsm-firmenich PostNL ProTeams (11)- Bingoal WB - Caja Rural-Seguros RGA - Equipo Kern Pharma - Euskaltel-Euskadi - Lotto Dstny - Q36.5 Pro Cycling Team - TDT-Unibet - Team Flanders-Baloise - TotalEnergies - Tudor Pro Cycling Team - Uno-X Mobility Équipes continentales (9)- BEAT Cycling - Israel Premier Tech Academy - Novapor Speedbike - Parkhotel Valkenburg - Philippe Wagner-Bazin - Rembe Pro Cycling Team Sauerland - Tarteletto-Isorex - ColoQuick - VolkerWessels Cycling Team |
| |

## Classement final
| \| Classement général \| Classement général \| Classement général \| Classement général \| Classement général \| \| Coureur \| Coureur \| Pays \| Équipe \| Temps \| \| ------------------ \| ------------------ \| ------------------ \| -------------------------- \| ------------------ \| \| 1er \| Jarne Van de Paar \| Belgique \| Lotto Dstny \| 4 h 42 min 59 s \| \| 2e \| Timothy Dupont \| Belgique \| Tarteletto-Isorex \| + 0 s \| \| 3e \| David Dekker \| Pays-Bas \| Arkéa-B&B Hotels \| + 0 s \| \| 4e \| Francisco Galván \| Espagne \| Equipo Kern Pharma \| + 0 s \| \| 5e \| Émilien Jeannière \| France \| TotalEnergies \| + 0 s \| \| 6e \| Lionel Taminiaux \| Belgique \| Lotto Dstny \| + 0 s \| \| 7e \| Henri Uhlig \| Allemagne \| Alpecin-Deceuninck \| + 0 s \| \| 8e \| Jenthe Biermans \| Belgique \| Arkéa-B&B Hotels \| + 0 s \| \| 9e \| Thimo Willems \| Belgique \| VolkerWessels Cycling Team \| + 0 s \| \| 10e \| Vito Braet \| Belgique \| Intermarché-Wanty \| + 0 s \| |                   |           |                            |                 |
| |                   |           |                            |                 |
| Source : ProCyclingStats |                   |           |                            |                 |
| Classement général |                   |           |                            |                 |
| Coureur | Coureur           | Pays      | Équipe                     | Temps           |
| 1er | Jarne Van de Paar | Belgique  | Lotto Dstny                | 4 h 42 min 59 s |
| 2e | Timothy Dupont    | Belgique  | Tarteletto-Isorex          | + 0 s           |
| 3e | David Dekker      | Pays-Bas  | Arkéa-B&B Hotels           | + 0 s           |
| 4e | Francisco Galván  | Espagne   | Equipo Kern Pharma         | + 0 s           |
| 5e | Émilien Jeannière | France    | TotalEnergies              | + 0 s           |
| 6e | Lionel Taminiaux  | Belgique  | Lotto Dstny                | + 0 s           |
| 7e | Henri Uhlig       | Allemagne | Alpecin-Deceuninck         | + 0 s           |
| 8e | Jenthe Biermans   | Belgique  | Arkéa-B&B Hotels           | + 0 s           |
| 9e | Thimo Willems     | Belgique  | VolkerWessels Cycling Team | + 0 s           |
| 10e | Vito Braet        | Belgique  | Intermarché-Wanty          | + 0 s           |